# The Weak-End Party
La cuoca milionaria e il giardiniere intraprendente (The Weak End Party) è un cortometraggio muto del 1922, diretto e prodotto da Broncho Billy Anderson con Stan Laurel.

## Trama
Mr. Smith è il proprietario di una ricca villa, e per il compleanno della figlia Lily, decide di invitare a cena per la festa i migliori giovani di buona famiglia del quartiere. Tra questi c'è anche il goffo giardiniere Stanlio, che con i suoi pasticci riesce a sventare un piano di rapina da parte di un brutto ceffo.

## Produzione
Il film fu prodotto dall'Amalgamated Producing Corporation.

## Distribuzione
Distribuito dalla Metro Pictures Corporation, il film - un cortometraggio di due bobine - uscì nelle sale cinematografiche USA il 2 ottobre 1922 e nelle sale italiane nell’aprile 1927 con il titolo Cuoca milionaria e giardiniere intraprendente
Nel 2007, la Looser Than Loose Publishing distribuì il film in DVD.